# Dysithamnus mentalis
A Dysithamnus mentalis a madarak osztályának verébalakúak (Passeriformes) rendjébe és a hangyászmadárfélék (Thamnophilidae) családjába tartozó faj.

## Rendszerezése
A fajt Coenraad Jacob Temminck holland zoológus írta le 1823-ban, a Myothera nembe Myothera mentalis néven.

## Alfajai
- Dysithamnus mentalis septentrionalis – (Ridgway, 1908)
- Dysithamnus mentalis suffusus – (Nelson, 1912)
- Dysithamnus mentalis extremus – (Todd, 1916)
- Dysithamnus mentalis aequatorialis – (Todd, 1916)
- Dysithamnus mentalis viridis – (Aveledo & Pons, 1952)
- Dysithamnus mentalis cumbreanus – (Hellmayr & Seilern, 1915)
- Dysithamnus mentalis oberi – (Ridgway, 1908)
- Dysithamnus mentalis andrei – (Hellmayr, 1906)
- Dysithamnus mentalis ptaritepui – (J. T. Zimmer & Phelps, Sr., 1946)
- Dysithamnus mentalis spodionotus – (Salvin & Godman, 1883)
- Dysithamnus mentalis semicinereus – (P. L. Sclater, 1855)
- Dysithamnus mentalis napensis – (Chapman, 1925)
- Dysithamnus mentalis tambillanus – (Taczanowski, 1884)
- Dysithamnus mentalis olivaceus – (Tschudi, 1844)
- Dysithamnus mentalis tavarae – (J. T. Zimmer, 1932)
- Dysithamnus mentalis emiliae – (Hellmayr, 1912)
- Dysithamnus mentalis affinis – (Pelzeln, 1868)
- Dysithamnus mentalis mentalis – (Temminck, 1823)[2]

## Előfordulása
Mexikó, Belize, Costa Rica, Guatemala, Honduras,  Nicaragua, Panama, Trinidad és Tobago, valamint Argentína, Bolívia, Brazília, Kolumbia, Ecuador, Paraguay, Peru és Venezuela területén honos.
Természetes élőhelyei a szubtrópusi vagy trópusi síkvidéki és hegyi esőerdők, valamint mocsári erdők és száraz szavannák. Állandó, nem vonuló faj.

## Megjelenése
Testhossza 13 centiméter, testsúlya 14-16 gramm. A felnőtt hím tollazata szürke, hasa fehéres krém színű, háta zöldes szürke. A tojó feje torka, hasa és nyaka szürke, háta, farka és szárnyai barnák.
|  |

## Életmódja
Apró rovarokkal és más ízeltlábúakkal táplálkozik. Nem nagyon csatlakozik vegyes fajú csoportokba, inkább elzárkózik más fajoktól. Általában párban vagy kisebb csoportokban él.

## Szaporodása
Fészke csésze alakú. Fészekalja 2 fahéj pettyes tojásból áll, melyet mindkét szülő 15 napig költ. A kikelés után a fiókák 9 nap múlva kirepülnek.

## Természetvédelmi helyzete
Az elterjedési területe rendkívül nagy, egyedszáma ugyan csökken, de még nem éri el a kritikus szintet. A Természetvédelmi Világszövetség Vörös listáján nem fenyegetett fajként szerepel.